# Willy Thomas
Willy Thomas (1959) is een Belgisch acteur.

## Biografie
Thomas speelt vooral in het theater. Op televisie had hij enkele kleine rollen in onder meer Goesting, Met Man en Macht, In Vlaamse velden en De Dag.
In april 2016 werd hij artistiek leider bij het Mechelse 't Arsenaal (nadien ARSENAAL/LAZARUS).

## Filmografie
- Kongo (1997)
- Flikken (2001)
- Met Man en Macht (2013)
- In Vlaamse velden (2014)
- Brak (2015)
- De Premier (2016)
- De Dag (2018)

- MusicBrainz: 2eb0a76c-e910-456f-bedc-01042edb2177
- Nederlandse Thesaurus van Auteursnamen: 073430978
- Virtual International Authority File: 283893431
- WorldCat: E39PBJccchxTgXPt99wxxv89jC